# Dům na náměstí Republiky čp. 133
Dům na náměstí Republiky čp. 133 (č. orient. 19) je městský řadový dům situovaný v jižní frontě domů na náměstí Republiky v Plzni.

## Historie
Dům je v jádru gotický a prvky tohoto slohu jsou zachovány ve sklepě objektu. Současná podoba je klasicistní s prvky pozdního baroka. Lze předpokládat, že barokní úprava proběhla v 18. století společně s úpravou sousedícího domu čp. 132, s nímž má tento společný dvůr. V roce 1807 byl realizován nový krov a střešní krytina.
Od roku 1958 je objekt kulturní památkou. V roce 1997 proběhla rekonstrukce uliční fasády, v rámci které byl mj. odkryt reliéf madony s dítětem.

## Architektura
Dům je dvoupatrový, řadový, s hloubkovou dispozicí. Průčelí orientované do náměstí je trojosé a je završeno atikovým štítem, který zakrývá sedlovou střechu krytou taškami. V přízemí je dvojice portálů zaklenutých půlkruhovým obloukem. Mohutnější a bohatší je levý z nich: ve vrcholu archivolty má kartuši a ve cviklech reliéfní kamenné květy. Obdélníková okna jsou vsazena v profilovaném ostění. V prvním patře je nad okny drobná štuková výzdoba. V tomto patře je také zcela vlevo umístěn lidový reliéf madony s dítětem. Korunní římsa je fabionová a nad ní se nachází štít zvlněného obrysu s kamennou vázou a čučky.

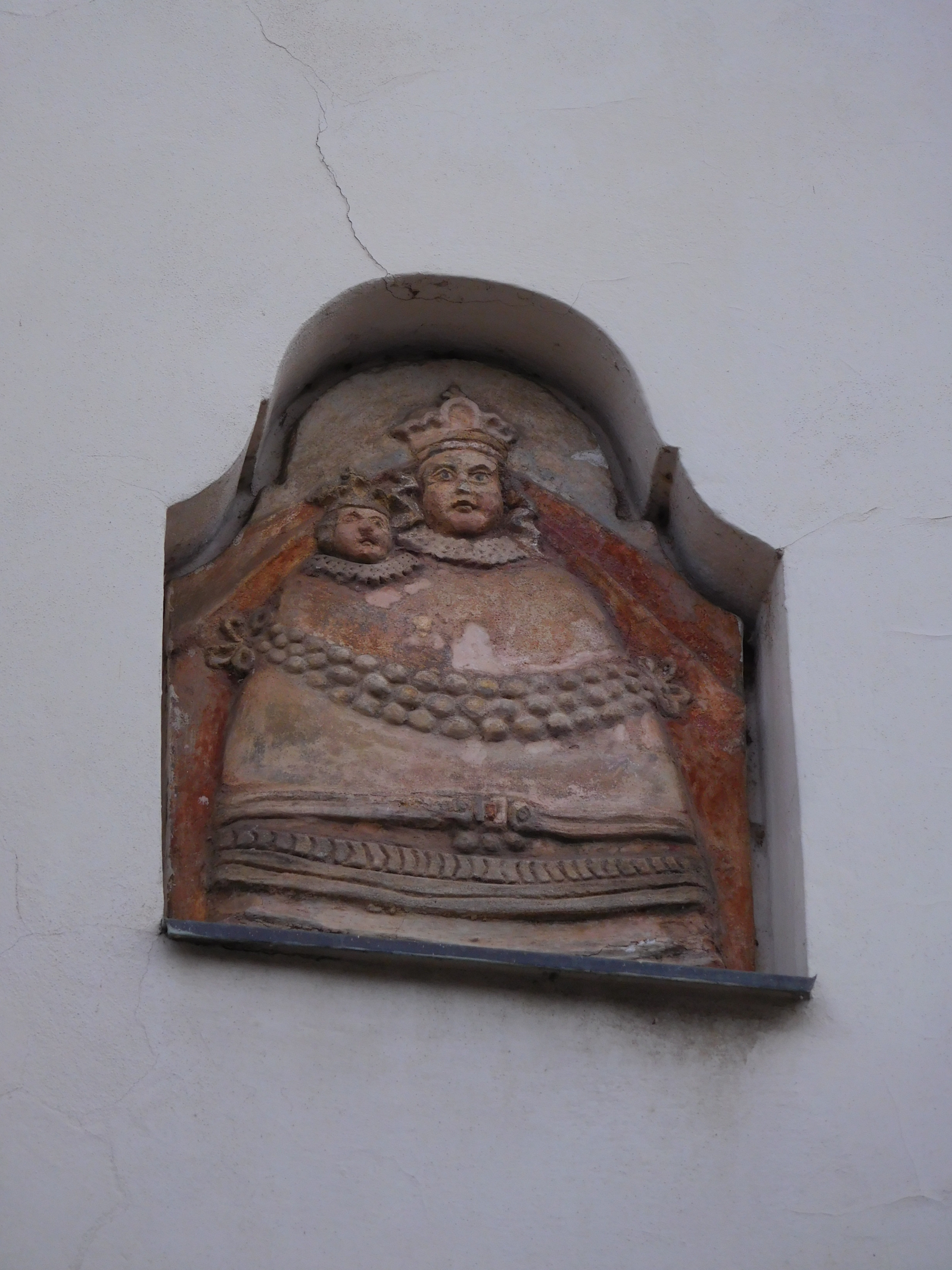
Reliéf s Madonou